# Xokleng jezik
Xokleng jezik (ISO 639-3: xok; aweikoma, botocudos, bugre), macro-ge jezik iz brazilske države Santa Catarina, kojim govori oko 760 ljudi (1998 ISA) od 784 etničkih Aweikoma ili Xokleng Indijanaca (2000 WCD). Klasificira se sjevernoj podskupini porodice caingangan, koju čini zajedno a jezikom são paulo kaingang [zkp].
Većina ih danas govori i portugalski [por].

## Vanjske poveznice
- Ethnologue (14th)
- Ethnologue (15th)